# Abattoir Blues/The Lyre of Orpheus
Albums de 
Nick Cave and the Bad Seeds
Nocturama
(2003) B-Sides and Rarities
(2005)
Abattoir Blues/The Lyre of Orpheus est le treizième album studio de Nick Cave and the Bad Seeds, paru en 2004. Ce double album, qui contient 17 morceaux (9 sur Abattoir Blues et 8 sur The Lyre of Orpheus), a été globalement bien accueilli par la critique. Cet album est le premier des Bad Seeds sans Blixa Bargeld, qui a quitté le groupe une année avant.
Sa sortie fut suivie de la tournée européenne Abattoir Blues Tour, qui s'est déroulée du 3 novembre au 5 décembre 2004.

## Tracklisting
Abattoir Blues
1. Get Ready for Love
2. Cannibal's Hymn
3. Hiding All Away
4. Messiah Ward
5. There She Goes, My Beautiful World
6. Nature Boy
7. Abattoir Blues
8. Let the Bells Ring chanson au sujet de l'enterrement de Johnny Cash.
9. Fable of the Brown Ape

The Lyre Of Orpheus
1. The Lyre of Orpheus
2. Breathless
3. Babe, You Turn Me On
4. Easy Money
5. Supernaturally
6. Spell
7. Carry Me
8. O Children

## Mise en relation avec le mythe d'Orphée
Le deuxième disque de l'album, The Lyre of Orpheus, peut être considéré comme une réinterprétation abstraite du mythe d'Orphée, indépendamment de la chanson titre de l'album. On peut percevoir dans le titre Breathless le chagrin d'Orphée à l'égard d'Eurydice, tandis que Babe, You Turn Me On évoquerait le souvenir du moment de sa mort :
| We stand awed inside a clearing.  | Nous sommes debout effarés dans une clairière. |
| We do not make a sound.           | Nous ne faisons pas un bruit.                  |
| The crimson snow falls all about, | La neige cramoisie tombe tout autour,          |
| carpeting the ground.             | tapissant la terre.                            |

Le titre Easy Money peut être considéré comme une interprétation du marché qu'Orphée a passé avec Hadès, l'accent étant mis sur le thème de la facilité avec laquelle on peut obtenir ce que l'on veut, à condition d'être prêt à en payer le prix. Le morceau Supernaturally peut être interprété de deux manières : tant comme l'élan qui anime le héros en vue de sauver son épouse que comme une lamentation de sa part à la suite de l'échec de sa tentative pour ce faire.
Le titre Spell évoque le doute qui s'empare progressivement d'Orphée à mesure qu'il gravit les escaliers de l'enfer, son incertitude quant aux intentions de Hadès eu égard au respect de leur marché, et ses derniers moments de confusion juste avant qu'il n'accomplisse l'acte funeste de se retourner vers Eurydice :
| I call you by your name, I know not where you are. | Je t'appelle par ton nom, je ne sais pas où tu es. |

Spell peut aussi être rapproché de la Divine Comédie de Dante, autre histoire d'un voyage en enfer par amour, les trois couplets se terminant par star (« étoile » en anglais), comme pour le poète italien, qui achève chacune de ses trois parties par le mot stelle (« étoile » en italien).
Avec le morceau Carry Me, l'album atteint son apogée, en évoquant le moment où Orphée se retourne pour regarder Eurydice, rompant par-là même le marché qu'il a conclu avec Hadès, et la condamnant ainsi à regagner l'au-delà. Cette chanson pourrait presque être décrite comme un duo à une seule voix, le refrain (qui aborde vraisemblablement le point de vue d'Eurydice) priant Orphée soit de céder à ses doutes, soit de respecter sa parole donnée :
| Turn to me, turn to me, turn to me    | Retourne-toi, retourne-toi, retourne-toi vers moi |
| Turn to me and drink of me            | Retourne-toi vers moi et bois-moi                 |
| Or look away, look away,              | Ou regarde ailleurs, regarde ailleurs,            |
| look away and never more think of me. | regarde ailleurs et oublie-moi à jamais.          |

Orphée évoque en outre :
| The many voices                      | Toutes ces voix                       |
| Speaking to me from the depths below | Qui me parlent depuis les profondeurs |
| This ancient wound                   | Cette vieille blessure                |
| This catacomb                        | Ces catacombes                        |
| Beneath the whited snow.             | Sous la neige blanchie.               |

À la fin, Orphée ne peut donc s'empêcher de se retourner, et Eurydice lui est ravie définitivement.
Le titre O Children, qui constitue l'épilogue de l'album, évoque le chagrin d'Orphée, puis le moment auquel il se donne la mort, ainsi que sa prière en vue d'être pardonné de ses péchés et d'être admis au paradis.

## Formation
- Nick Cave - chant, piano
- Mick Harvey - guitare
- Martyn P. Casey - basse
- Warren Ellis - violon, mandoline, flûte, bouzouki
- James Johnston - orgue
- Conway Savage - piano
- Jim Sclavunos - batterie, percussions
- Thomas Wydler - batterie, percussions

### Guests
- Åse Bergström, Lena Palmer, Wendy Rose, Stephanie Meade, Donovan Lawrence et Geo Onayomake du London Community Gospel Choir (chœurs)